# Alexander Mitscherlich (psicólogo)
Alexander Mitscherlich (Munique, 20 de setembro de 1908 – Frankfurt, 26 de junho de 1982) foi um psicólogo alemão.

## Vida
Alexander Mitscherlich cresceu em Munique e estudou história, história da arte e filosofia na Universidade de Munique.
Quando o orientador de sua dissertação morreu, em 1932, sua cadeira foi passado para um anti-semita que se recusou a assumir os projetos da dissertação iniciada por seu antecessor. É por isso que Mitscherlich deixou Munique para morar em Berlim a fim de abrir uma livraria lá, onde ele vendeu escritos críticos dos contemporâneos desenvolvimentos na Alemanha, trazendo-os à atenção da sociedade. Ele foi, porém, preso na Alemanha várias vezes desde 1933 por razões políticas.
Mitscherlich emigrou para a Suíça, a fim de empreender estudos em medicina, só voltaria à Alemanha em 1937. Ele recebeu o grau de Doutor pela Universidade de Heidelberg em 1941 em neurologia.
Durante a Segunda Guerra Mundial, ele era um observador nos Julgamentos de Nuremberg contra os médicos nazistas acusados de realizarem experiências médicas e tortura com os presos dos campos de concentração. Trabalhou em uma clínica de Zurique, onde conheceu sua futura esposa, Margarete Mitscherlich. Casaram-se em 1955. Foi seu terceiro casamento.
Alexander Mitscherlich fundou a Clínica para Medicina Psicossomática na Universidade de Heidelberg, em 1949. A partir de 1953, ele ocupou a cadeira de Medicina Psicossomática em Heidelberg. Em 1960, junto com sua esposa Margarete Mitscherlich, tornou-se co-fundador do Instituto Sigmund Freud em Frankfurt, organização comprometida com a pesquisa psicanalítica. Dirigiu o instituto até 1976. De 1966 a 1973 Mitscherlich foi professor de Psicologia na Universidade de Frankfurt.
A partir dos anos 1960, ao lado dos protagonistas da Escola de Frankfurt, os Mitscherlichs desempenharam papel importante no debate pós-guerra entre intelectuais da Alemanha, empregando pensamento psicanalítico para explicar as causas por trás da Alemanha nazista e suas conseqüências para a sociedade alemã até os dias atuais.
O primeiro grande livro que escreveram juntos foi Die Unfähigkeit zu trauern. Grundlagen kollektiven Verhaltens (A Incapacidade de Chorar: Princípios de Comportamento Coletivo), publicado pela primeira vez em 1967, discutindo por que o Holocausto, os crimes de guerra e o sentimento de culpa por parte dos autores da infracção não foram assuntos tratados adequadamente na sociedade alemã pós-guerra. Mitscherlich apontou especificamente a incapacidade dos alemães para lamentar seu amado líder, Adolf Hitler. Outro livro importante escrito por Alexander Mitscherlich foi Die Unwirtlichkeit unserer Städte: Anstiftung zum Unfrieden (A falta de hospitalidade das nossas cidades -- uma provocação deliberada), publicado pela primeira vez em 1965 que lida com as consequências sociais e psicológicas do planejamento urbano e da arquitetura no pós-guerra germânico.
Mitscherlich foi agraciado com o Prêmio da Paz dos vendedores de Livros Alemães em 1969. Em 1973, recebeu o der Stadt München Kulturpreis e o Wilhelm-Leuschner-Medaille.
Alexander Mitscherlich morreu em Frankfurt, com 73 anos de idade. Seu legado foi entregue à Universidade de Frankfurt por sua esposa em 1982.

## Escritos em português
- "A Cidade do Futuro". Rio de Janeiro: Tempo Brasileiro, 1972.
- "A ideia de Paz e a Agressividade Humana". Lisboa: Dom Quixote, s-d.